# Crocidura religiosa
Crocidura religiosa is een zoogdier uit de familie van de spitsmuizen (Soricidae). De wetenschappelijke naam van de soort werd voor het eerst geldig gepubliceerd door I. Geoffroy in 1827.

## Voorkomen
De soort komt voor in de vallei van de Nijl in Egypte.